# Johann Alexander Döderlein

Johann Alexander Döderlein (datiert vor Mitte des 18. Jahrhunderts)

Johann Alexander Döderlein (auch Döderlin, Clicomachus oder Clitomachus; * 11. Februar 1675 in Bieswang bei Pappenheim; † 23. Oktober 1745 in Weißenburg am Sand, heutiges Weißenburg in Bayern) war ein Weißenburger Gelehrter. Als barocker Universalgelehrter wirkte er auf mehreren Gebieten, darunter als Historiker, Archäologe, Meteorologe, Numismatiker sowie als Sprach- und Altertumsforscher. Er wirkte zudem als Lehrer, Musikdokumentar, Philologe, Onomastiker sowie evangelischer Theologe.

## Biographie

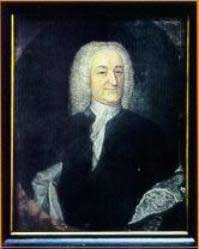
Johann Alexander Döderlein

Johann Alexander entstammt einem angesehenen Weißenburger Ratsgeschlecht protestantischen Glaubens. Er wurde 1675 in Bieswang in der Grafschaft Pappenheim als Sohn des Pastors und Rektors Abraham Döderlein (1630–1693) und seiner Frau Marie Döderlein, geb. Lotzbeck, Tochter des Weißenburger Bürgermeisters, als eines von zwölf Kindern geboren. Nach anderen Quellen war er eines von neun Kindern. Er wuchs in Dettenheim und Trommetsheim auf, wo sein Vater Pfarrer war.
Er besuchte die Weißenburger Lateinschule, die die höhere Schule der Reichsstadt Weißenburg darstellt, wo auch schon sein Vater Rektor war, und studierte ab 1693 an der Universität Altdorf unter anderem bei Magnus Daniel Omeis und Johann Christoph Sturm orientalische Sprachen, Philosophie, Mathematik und Geschichte. Er schloss 1695 sein Studium ab. Ab 1696 zog er mit seinem Bruder Christian Ernst durch Europa, die Reise brachte sie unter anderem zu den Universitäten von Jena, Halle, Leipzig und Wittenberg sowie nach Berlin, Lübeck und Kopenhagen. 1699 erwarb er den Magister.

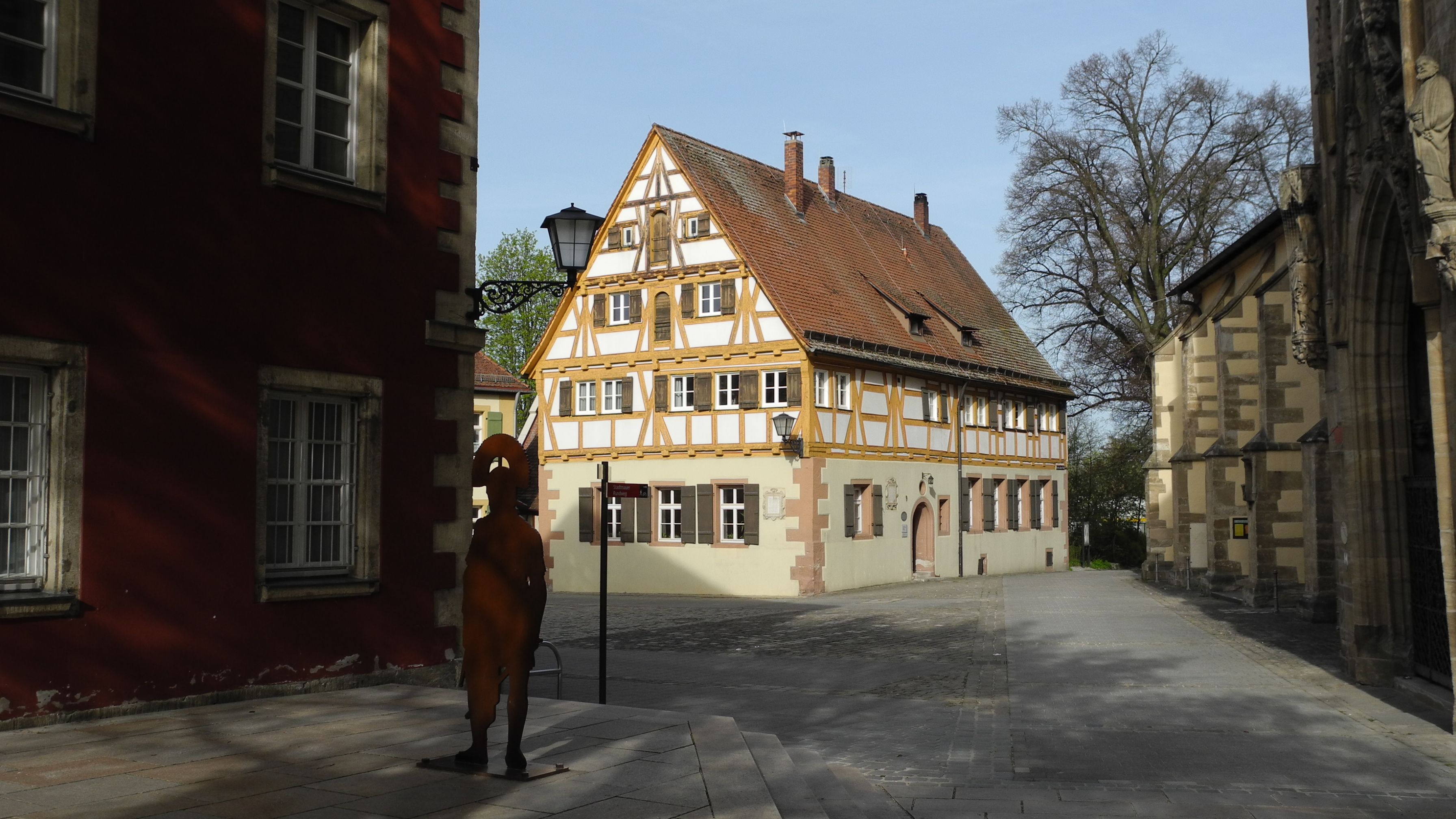
Fachwerk der Alten Lateinschule in Weißenburg

Im Jahre 1697 wurde er Adjunkt der Weißenburger Stadtschule. Ab 1703 war er bis 1745 Rektor der Weißenburger Lateinschule als Nachfolger Georg Michael Nudings. Unter anderem war der Theologe Georg Michael Preu einer seiner Schüler. Er wirkte zudem bei der Erziehung seines Großneffen Johann Georg Döderlein mit, Vater des Theologen Johann Christoph Döderlein. Er brachte 1707 eine neue Schulordnung heraus. Er wurde 1726 Mitglied der Preußischen Akademie der Wissenschaften und am 30. August 1728 mit dem akademischen Beinamen Clitomachus Mitglied (Matrikel-Nr. 405) der Leopoldina. Er wurde zudem Mitglied der Lateinischen Gesellschaft zu Jena.
Bis zu seinem Tod pflegte er den Bestand der Weißenburger Ratsbibliothek. Obgleich Döderlein als bibliophil galt, hat er sich kaum um eine Erweiterung der Bibliothek gekümmert.
Döderlein heiratete Anna Catharina, geb. Faulmüllerin, Tochter des Georg Friedrich Faulmüllers. Aus der Ehe stammen Eva Catharina und Johann Alexander.
Döderlein verstarb 1745 im Alter von 70 Jahren in seinem Wirkungsort Weißenburg. Sein Porträt, ein Gemälde von Johann Carl Zierl, befindet sich im Reichsstadtmuseum Weißenburg.

## Wirken

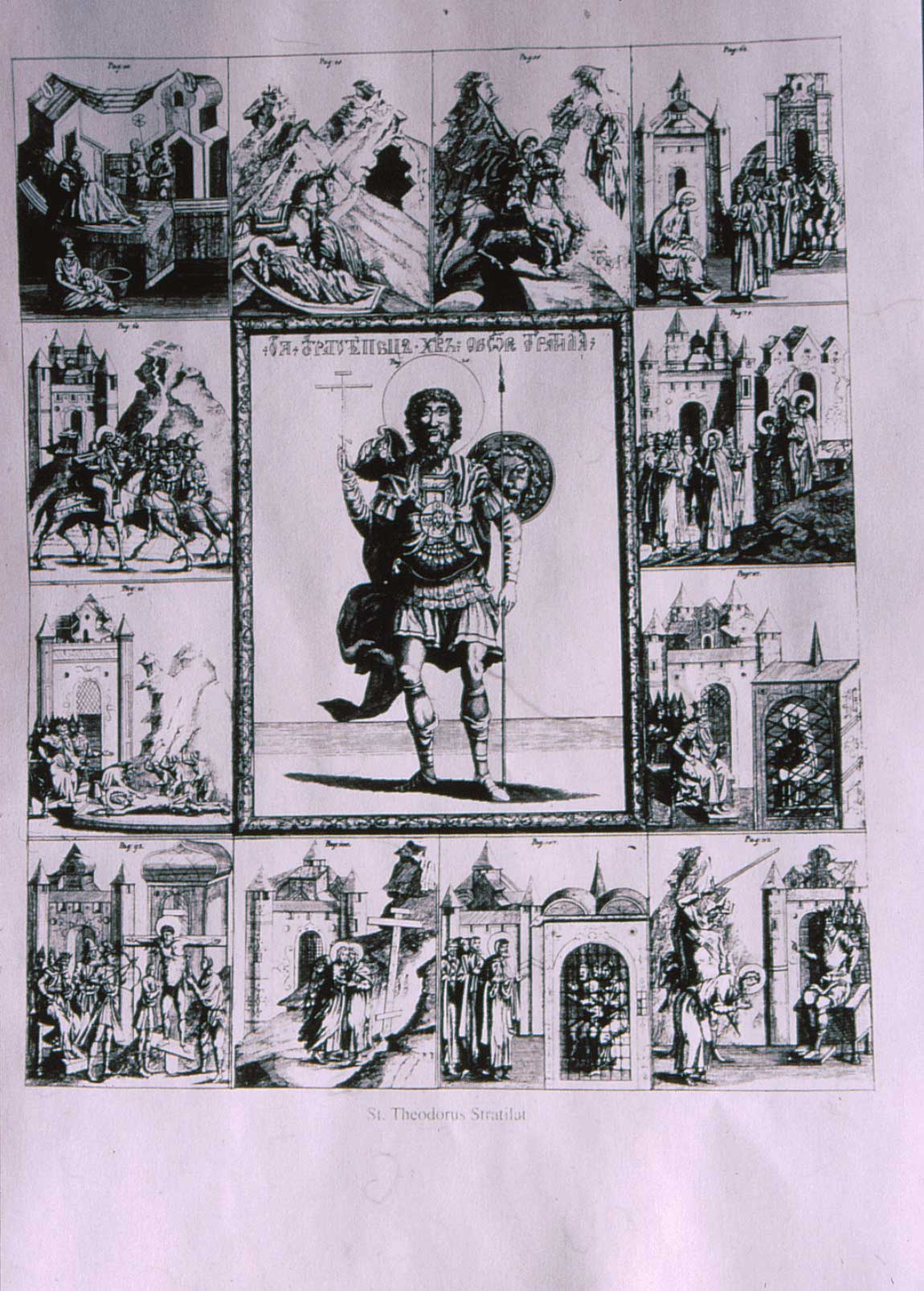
Döderleins Hagiographie über die Ikone aus Kalbensteinberg

Döderleins Schriftwerk umfasst insgesamt 50 Schriften. Er berichtete als erster vom Verlauf des Limes im Raum Eichstätt. Im Jahre 1723 veröffentlichte er die erste wissenschaftliche Schrift, die sich mit dem damals noch als „Teuffels-Mauer“ bezeichneten Limes beschäftigte und deutete die Bedeutung des Limes als erster richtig. Er war Autor der ersten Monographie über ein russisches Kunstwerk (Ikone des Heiligen Theodor Stratelates in der Rieterkirche St. Marien und Christophorus in Kalbensteinberg). Er publizierte zudem musikalische Schriften und über keltische Münzen.
Döderlein beschäftigte sich hauptsächlich mit der Regionalgeschichte. Er veröffentlichte unter anderem Schriften über die Reformation der Reichsstadt Weißenburg, den Fossa Carolina und die Marschälle von Pappenheim. Seine Weißenburger Chronik über die Geschichte der Stadt Weißenburg erschien 1762 posthum. Als Pseudonym wählte er für einige seiner Abhandlungen Clitomachus. Seine These über das Gründungsjahr der Weißenburger Lateinschule gilt heute als widerlegt.

## Gedenken
Die Stadt Weißenburg verleiht seit 1986 den nach ihm benannten Johann-Alexander-Döderlein-Kulturpreis als Förderpreis für Kulturschaffende der Region. Träger sind unter anderem Karl Hemmeter, Josef Lidl, Franz Schillinger und Franz Liebl.
In Weißenburg ist zudem der Rektor-Döderlein-Weg nach ihm benannt.

## Werke
- M. JO. ALEXANDRI DOEDERLINI Rect. Lycei Weissenb. Schediasma Historicum, IMPP. P. AEL. ADRIANI, & M. AVR. PROBI VALLVM ET MVRVM, vulgo Die Pfahl=Heck/ Pfahlrayn/ item, Die Teuffels=Mauer dictum, in Agris Nordgaviensibus, Bavaria citeriore, Episcopatu Aureatensi, seu Aichstadiensi, agris Ordinis Teutonici, Marchionatu Brandenburg. Onoldino, & adjacentibus terris Suevicis, non absque multa multorum admiratione conspiciendum, paucissimisque Historicorum notum; Historiae antiquae pariter & novae amatoribus perlustrandum exhibens. NORIMBERGAE, Sumtibus WOLFGANGI MAVRITII ENDTERI Haered. Typis Iohan. Ernesti Adelbulneri, 1723.
- О АГ СТРАСТОТЕРПЕЦЪ ХВЪ ΘЕДωРЪ СТРАТИЛАТ. Slavonisch-russisches Heiligtum mitten in Deutschland; Das ist: Der grosse Heilige und Märtyrer PHEODOR STRATILAT oder THEODORUS DUX, aus einer in der Hoch-Adel-Rieterischen Kirche zu Kalbensteinberg, unweit Weissenburg am Nordgau, aufbehaltenen, mit Uhr-alten Gemählden und Alt-Russischen, oder Slavonischen Beyschrifften gezierten sehr alten Tafel / nach unterschiedlichen Menaeis und Martyrologiis, beeder, so wohl der Morgen, als Abendländischen Kirchen, vorgestellet. Verlegte Wolfgang Moritz Endter, seel. Erben. Druckte / Joh. Ernst Adelbulner, Nürnberg 1724.
- AD ILLUSTREM ET MAGNIFICUM VIRUM, DOMINUM LUCAM SCHROECKIUM, Med. D. Archiatrum & Comitem Palatinum Caesareum Splendidissimum, S. R. I. Nobilem, Academiae Leopold. Carolinae Imperialis Naturae Curiosorum Praesidem Celeberrimum, Augustae Vindelicorum Reip. Physicum, nec non Collegii ibidem Medici Seniorem & Vicarium perpetuum famigeratissimum, &c. Patronum atque Fautorem suum longe colendissimum, DISSERTATIO EPISTOLARIS, qua VIRO SUMMO In Ephemerid. Naturae Curiosorum A. III. Dec. II. praeeunte, sinistram vulgi & ipsorum Litteratorum quorundam de Generatione Patellarum, ceu dicuntur, Iridis, der Regenbogen-Schüsselein, earumque eximiis, ut falso jactantur, Virtutibus, opinionem & commenta examinat & confutat; EIDEMQVE DE DIE NATALI LXXXIII. auspicatissimo submisse ac pie gratutatur M. JO. ALEXANDER DOEDERLINUS, Reg. Maj. Borussicae Scient. Societ. Collega, nec non Lycei Weissenburgensis in Noricis Rector. Weissenburgi Noricorum, Litteris CAROLI MEYERI. (Weissenburg 1728)
- Commentatio historica de numis Germaniae mediae, quos vulgo bracteatos et cavos, vernacule Blech- und Hohl-Münzen. Engelbrecht & Endter, Nürnberg 1729. (urn:nbn:se:alvin:portal:record-339005 Digitalisat)
- Weißenburgische Chronik vom Jahr 790 bis zum Jahr 1700. Nebst einer kurzen Beschreibung der Belagerung derselben im Jahr 1647; Beytraege zu der Historie Frankenlands und der angraenzenden Gegenden. Bayreuth 1762. Weißenburg, 1986
- Ars canendi veterum et Cantores Weissenburgenses. 2 Bog. in fol. (Gerber 1. Becker 1, 177)
- Antiqvitates Gentilismi Nordgaviensis. Das ist, Kurtzer, doch gründlicher Bericht Von dem Heydenthum Der alten Nordgauer, Aus unterschiedlichen Monumenten des Alterthums, Benahmsungen der Wochen-Täge, Caroli des Grossen, Lvdovici Pii &c. Regensburg 1734